# Anna Maria Monticelli
Anna Maria Monticelli (* 1952 in Tanger, Marokko; auch Anna Jemison) ist eine Schauspielerin, Drehbuchautorin und Filmproduzentin.

## Leben
Monticelli ist für ihre Rolle Marie Colbert in der Fernsehserie Sky Trackers (1994) bekannt und hatte auch Auftritte in anderen Serien, wie etwa in Carson's Law (1983), In geheimer Mission (1988) und Home and Away (2002). Filme, in denen sie spielte, sind unter anderem The Dark Room (1982), In der Hitze des Zorns (1982), Smash Palace – Keine Chance für Al (1982), My First Wife (1984), Silver City (1984), Ein Toter weiß zu viel (1985), Nomads – Tod aus dem Nichts (1986), The Edge of Power (1987) und White Collar Blue (2002).
1984 gewann sie den Australian Film Institute Award als Beste Nebendarstellerin für ihre Rolle Anna in Silver City. Ebenfalls war sie als Drehbuchautorin und Filmproduzentin bei den Filmen Die schöne Spanierin (2001) und Schande (2008) tätig. Für letzteren erhielt sie 2008 den Australian Writer’s Guild Award (AWGIE Award) sowie 2009 den Film Critics Circle of Australia Award (FCCA Award) in der Kategorie Bestes Adaptiertes Drehbuch.
Sie war mit dem Regisseur Steve Jacobs verheiratet.

## Filmografie
- 1982: The Dark Room
- 1982: In der Hitze des Zorns (Heatwave)
- 1982: Smash Palace – Keine Chance für Al (Smash Palace)
- 1983: Carson's Law (Fernsehserie)
- 1984: Special Squad (Fernsehserie, eine Folge)
- 1984: Nach Büroschluß (Kurzfilm)
- 1984: My First Wife
- 1984: Silver City
- 1985: Ein Toter weiß zu viel (The Empty Beach)
- 1985: Die Abenteuer eines Rennpferdes (Archer, Fernsehfilm)
- 1986: Nomads – Tod aus dem Nichts
- 1986: Handle with Care (Fernsehfilm)
- 1987: The Edge of Power
- 1988: Emma: Queen of the South Seas (Miniserie)
- 1988: In geheimer Mission (Mission: Impossible, Fernsehserie, eine Folge)
- 1990: Family and Friends (Fernsehserie)
- 1993: The Girl from Tomorrow Part Two: Tomorrow's End (Miniserie, eine Folge)
- 1994: Life Forms (Kurzfilm)
- 1994: Sky Trackers (Fernsehserie, 26 Folgen)
- 2001: Die schöne Spanierin (La spagnola, als Drehbuchautorin und Filmproduzentin)
- 2002: Home and Away (Fernsehserie, drei Folgen)
- 2002: White Collar Blue (Fernsehfilm)
- 2004: The Brother (Kurzfilm)
- 2008: Schande (Disgrace, als Drehbuchautorin und Filmproduzentin)

## Auszeichnungen und Nominierungen
gewonnen
- 1984: AFI Award als Beste Nebendarstellerin für Silver City[2]
- 2008: AWGIE Award in der Kategorie Bestes Adaptiertes Drehbuch für Schande[3]
- 2009: FCCA Award in der Kategorie Bestes Adaptiertes Drehbuch für Schande[4]

nominiert
- 2001: AFI Award in der Kategorie Bestes Originaldrehbuch für Die schöne Spanierin[5]
- 2002: FCCA Award in der Kategorie Bestes Originaldrehbuch für Die schöne Spanierin[1][6]
- 2009: FCCA Award in der Kategorie Bester Film für Schande (geteilt mit Steve Jacobs und Emile Sherman)[7]